# Francisco Aritmendi
Francisco Aritmendi Criado (* 17. September 1938 in Málaga del Fresno; † 12. April 2020 in Guadalajara) war ein spanischer Leichtathlet.

## Biografie
Francisco Aritmendi wurde während des Spanischen Bürgerkriegs in Málaga del Fresno in der Nähe von Madrid geboren und wuchs im nahe gelegenen Cogolludo auf. Nachdem er beim Fußballspielen während seiner Schulzeit mit seiner Geschwindigkeit aufgefallen war, begann er mit dem Laufen. Trotz seines geringen und eher kleinen Körperbaus von 1,57 Metern zeigte er gute Leistungen und konnte 1958 mit Hanfschuhen den nationalen Juniorentitel gewinnen.
Als junger Erwachsener wurde seine sportliche Karriere durch den Militärdienst unterbrochen und er wechselte öfters den Verein. So verließ er 1959 Real Madrid und war fortan für SD Arenas aktiv. Bei den spanischen Crosslauf-Meisterschaften erreichte Aritmendi 1961 den 18. und ein Jahr später den 9. Platz. Aufgrund dieser Leistungen wurde er für das Cross der Nationen nominiert. Im Einzelwettbewerb belegte er den 33. Platz und im Mannschaftswettbewerb gewann er mit dem spanischen Team die Silbermedaille. Nach diesem Resultat verpflichtete der FC Barcelona Aritmendi, wo er von Gregorio Rojo trainiert wurde.
1963 siegte er bei den Katalanischen Crosslauf-Meisterschaften und bei der Spanischen Meisterschaft landete er hinter Mariano Haro auf dem zweiten Platz. Große Hoffnungen wurden geweckt, als im Folgejahr das Cross der Nationen in San Sebastián stattfand. Jedoch konnte sich Aritmendi seine Kräfte nicht einteilen und schied in der letzten Runde aus dem Rennen aus. Diese Entscheidung kostete das spanische Team zudem den Mannschaftstitel. Von der Presse gab es aufgrund dessen starke Kritik.
Ein Jahr später sollte es jedoch besser laufen. Aritmendi gewann sowohl die Katalanische als auch die Spanische Meisterschaft. Beim Cross der Nationen in Dublin konnte er bei anhaltendem Regen und schlammigen Untergrund den Favoriten Gaston Roelants aus Belgien in Schach halten und gewann schließlich mit fast zehn Sekunden Vorsprung als erster Spanier die Goldmedaille. Nach diesem Sieg wurde er von Francisco Franco und dem Exilprinzen Juan Carlos I. zu einem Treffen eingeladen.
Nach diesem Erfolg erhielt er Unterstützung vom spanischen Leichtathletikverband und wurde fortan von Kosta Olander trainiert. Aritmendi spezialisierte sich nun auf den 5000-Meter-Lauf, stellte mit einer Zeit von 13:53,4 Minuten einen spanischen Rekord auf und legte als erster Spanier diese Strecke in unter 14 Minuten zurück. Beim ISTAF Berlin wurde er über diese Distanz Dritter. Es folgte jedoch nur ein weiterer dritter Platz bei den Spanischen Leichtathletik-Meisterschaften. Auch bei den Olympischen Sommerspielen 1964 verlief es im 5000-Meter-Lauf von Tokio nicht erfolgreich und der Spanier schied bereits im Vorlauf aus.
Einen weiteren spanischen Rekord konnte Aritmendi im Februar 1965 aufstellen, als er die 3000 Meter in 8:22,2 Minuten in der Halle lief. Auch seinen Titel als Spanischer Crosslaufmeister konnte er verteidigen. Im Folgejahr belegte er den 23. Platz, sicherte sich den katalanischen Meistertitel im Crosslauf und wurde spanischer Meister über 10.000 Meter. Nach seiner Karriere ließ er sich in Lasarte-Oria, der Heimatstadt seiner Frau Conchita, nieder. Das Paar hatte vier Kinder, zwei Mädchen und zwei Jungen, und zog später nach Guadalajara. Aritmendi verarmte und erlitt eine Verletzung. Um Lebensmittel für seine Familie zu kaufen, verkaufte er seine Goldmedaille vom Cross der Nationen. 2007 wurde er mit dem bronzenen Real Orden del Mérito Deportivo ausgezeichnet und in seiner Heimatstadt Málaga del Fresno wurde ein Sportzentrum nach ihm benannt.
Am 12. April 2020 starb Aritmendi im Alter von 81 Jahren während der COVID-19-Pandemie an den Folgen einer COVID-19-Erkrankung.